# St. Bartholomäus (Julbach)

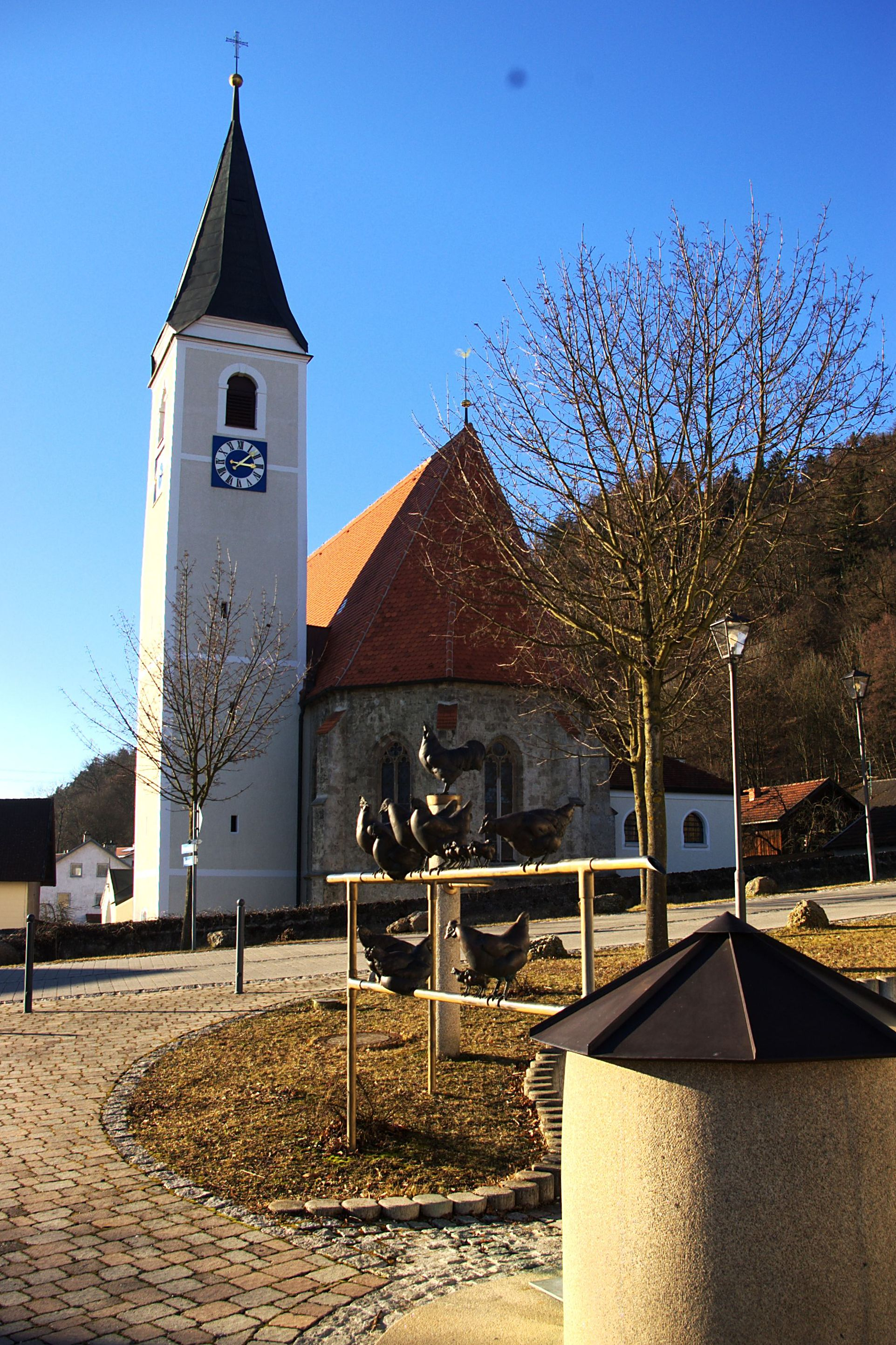
St. Bartholomäus (Julbach)

Die römisch-katholische Pfarrkirche St. Bartholomäus ist eine spätgotische Saalkirche in 
Julbach im niederbayerischen Landkreis Rottal-Inn. Sie gehört zur Kirchengemeinde St. Bartholomäus Julbach im Dekanat Simbach des Bistums Passau.

## Geschichte und Architektur
Die innen an der Westwand auf das Jahr 1484 datierte Kirche wurde überwiegend aus 
Tuffsteinquadern errichtet; der Turm an der Chorsüdseite und die Langhaussüdseite bestehen aus verputztem Backsteinmauerwerk. Strebepfeiler sind am ganzen Bauwerk vorhanden, das Sohlbankgesims ist um die Strebepfeiler herum gekröpft. Die Fenstermaßwerke in verschiedenen Formen wurden teilweise später erneuert.
Am Chorscheitel ist eine große Grabplatte aus Scheckmarmor für den Kaplan Georg Puegenkamer († 1488) angebracht, die möglicherweise vom Burghauser Steinmetzen Franz Sickinger geschaffen wurde.
Das vierjochige Schiff und der nur sehr wenig eingezogene, zweijochige Chor mit 
Fünfachtelschluss sind gleich hoch und wurden mit Netzgewölben gleicher Figuration weiter vereinheitlicht. Im Chor sind flache, im Schiff kräftigere Schildbogenstellungen vorhanden.
Vorgelegte Halbrunddienste mit Polygonkapitellen fangen die Rippen auf.

## Ausstattung
Der Hochaltar aus dem Jahr 1648 wurde vom Schreiner Quirin Heß aus Braunau gefertigt und im Jahr 1889 durchgreifend restauriert. Der zweisäulige barocke Aufbau ist mit einem Ädikula-Aufsatz zwischen geschweiften Giebelstücken versehen. Die Seitenaltäre stammen aus der gleichen Zeit. Ein Ölgemälde mit einer Darstellung der Vierzehn Nothelfer wurde Ende des 17. Jahrhunderts geschaffen. Die Stuhlwangen stammen aus der Zeit um 1770. Ein monumentales Christophorusgemälde ist an der Nordwand erhalten.
Die Orgel ist ein Werk von Orgelbau Eisenbarth aus dem Jahr 1956 mit acht Registern auf einem Manual und Pedal.
Vier Bronzeglocken bilden das Geläut:
1. Glocke von 1792 mit dem Schlagton g1+5 und 530 kg
2. Glocke Maria von 1952 mit dem Schlagton h1+2 und 274 kg
3. Glocke Joseph von 1953 mit dem Schlagton d2+2 und 178 kg
4. Glocke Georg von 1725 mit dem Schlagton f2+2 und 140 kg.